# Listă de formații industrial metal
Aceasta  este o listă de formații industrial metal notabile.
| - 16Volt - 2wo - Aborym - Acumen Nation - Alien Vampires - The Amenta - American Head Charge - Angelspit - Apollyon Sun - Argyle Park - Arkaea - Army Of In Between - ASP - Atari Teenage Riot - The Axis of Perdition - Belfegore - The Berzerker - The Beyond (band) - Bile - Black Comedy - Black Light Burns - Blood - Blood Stain Child - Blue Stahli - Blut Aus Nord - Cable Regime - Celldweller - Chaotica - Circle of Dust - The Clay People - Coal Chamber - Combichrist - Course of Empire - Crossbreed - Crossfaith - Cruentus - Cubanate - Cyanotic - Cenobita - Dagoba - Danzig (Blackacidevil album) - Davey Suicide - Dawn of Ashes - Deadstar Assembly - Deathstars - Debauchery - D'espairsRay - Dethcentrik - Device - Diatribe - Die Kur - Die Krupps - Dir En Grey - Dkay.com - Dødheimsgard - Dominion III - Dope - Dope Stars Inc - Draconic - dreDDup | - Econoline Crush - Electric Hellfire Club - Emigrate - Engel - Eisbrecher - Fashion Bomb - Fear Factory - Filter - Forgotten Sunrise - Freak XXI - Front Line Assembly - Genitorturers - Genkaku Allergy - Ghost Machine - God Lives Underwater - Godhead - Godflesh - Godkiller - Gothminister - Gravity Kills - Hanzel und Gretyl - Havoc Unit - Hieronymus Bosch - Interlock - Jesus on Extasy - Julien-K - KeeN - Killing Joke - Klank - KMFDM - Knorkator - The Kovenant - Korn - Koyi k utho - Kryoburn - Lard - Letzte Instanz | - Machinae Supremacy - Mass Hysteria - The Mad Capsule Markets - Malhavoc - Malmonde - Marilyn Manson - Mechina - Motograter - Meathook Seed - Megaherz - Ministry - Misery Loves Co. - Mnemic - Murder Inc. - Mushroomhead - N17 - Nailbomb - Necromance - Nine Inch Nails - No-Big-Silence - Obszön Geschöpf - October File - OLD - Omega Lithium - Oomph! - Optimum Wound Profile - Orgy - Our Last Enemy - Pain - Painflow - Pitchshifter - Powerman 5000 - Porcelain and the Tramps - Prick - Prong - Psychotica - Psyclon Nine - Punish Yourself - Radio Iodine - Rammstein - Raubtier - Raunchy - Revolting Cocks - Rob Zombie - Rorschach Test - Red Harvest - Ruoska | - Samael - Seigmen - Sirrah - Silent Descent - Sub Dub Micromachine - Skin Chamber - Skrew - Snake River Conspiracy - Society 1 - Sonic Mayhem - Sonic Violence - Spahn Ranch - Spineshank - Stabbing Westward - Stahlhammer - Stahlmann - Static-X - Strapping Young Lad - Stiff Valentine - Sturmgeist - Sybreed - Synthetic Breed - Tactical Sekt - Tanzwut - Terminal Choice - Terrorfakt - Testify - Theatre of Tragedy - Therapy? - The Defiled - Treponem Pal - Tristwood - Trigger - Turmion Kätilöt - Tõnis Mägi - Theatres Des Vampires - The Electric Hellfire Club - Ultraspank - Undercover Slut - The Union Underground - Vampires Everywhere! - Velcra - Vigilante - Viktim - Violent Work of Art - Voivod - White Zombie - Young Gods - Zeromancer - Zaraza |